# NGC 2272
NGC 2272 ist eine Elliptische Galaxie vom Hubble-Typ E/SB0 im Sternbild Canis Major am Südsternhimmel. Sie ist schätzungsweise 86 Millionen Lichtjahre von der Milchstraße entfernt und hat einen Durchmesser von etwa 65.000 Lichtjahren.

Im selben Himmelsareal befindet sich u. a. die Galaxie NGC 2280.
Die Typ-Ic/P-Supernova SN 2012hn wurde hier beobachtet.
Das Objekt wurde am 20. Januar 1835 von John Herschel entdeckt.